# ジョン・ルイス・ギャディス

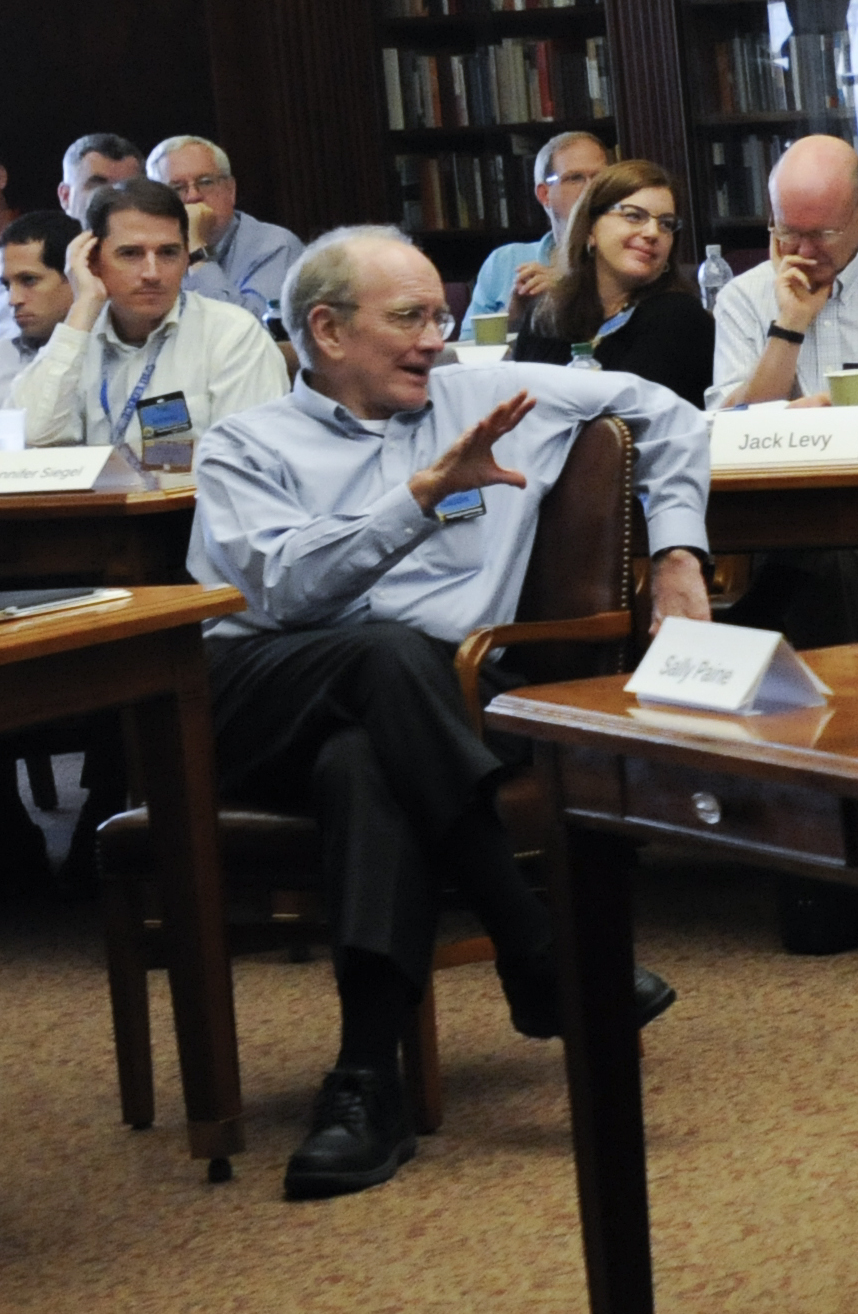
ジョン・ルイス・ギャディス

ジョン・ルイス・ギャディス (John Lewis Gaddis, 1941年 - )は、アメリカ合衆国の歴史学者。専門は、冷戦史・アメリカ外交史・安全保障政策。イェール大学歴史学部教授。

## 略歴
テキサス州出身。ロバート・デヴァインに師事し、テキサス大学オースティン校大学院から修士号・博士号（1968年）を取得。オハイオ大学教授、アメリカ海軍兵学校客員教授などを経て1997年より現職。1992年にアメリカ外交史学会（SHAFR）会長を務めた。
冷戦史研究のポスト修正主義学派の代表的論者。The United States and the Origins Cold Warで過去の伝統学派、修正主義学派間の論争で最大の争点となっていた冷戦の起源の問題を扱い、両者を統合する分析を行なうことで研究状況を一転させた。さらに1980年代にはケネス・ウォルツによる二極体制安定論を援用し、米ソ間の冷戦を「長い平和」と解釈したことで、大きな知的影響を与える。
冷戦終結後の1997年に発表したWe Now Knowでは、公開された東側文書に依拠した研究に基づき、過去の研究から一転して冷戦の発生はソ連の政治指導者ヨシフ・スターリンのイデオロギー・情勢認識に由来する部分が大きいとする主張を展開した。
1973年、The United States and the Origins of the Cold Warでバンクロフト賞（コロンビア大学）およびアメリカ外交史学会スチューアト・L・バーナス賞（Stuart L. Bernath Prize）を受賞。2005年、米国人文科学勲章受章。2012年、George F. Kennan: An American Lifeでピューリッツァー賞 伝記部門受賞。

## 著作

### 単著
- The United States and the Origins of the Cold War, 1941-1947, (Columbia University Press, 1972).
- Russia, the Soviet Union, and the United States: An Interpretive History, (Wiley, 1978, 2nd ed., 1990).
- Strategies of Containment: A Critical Appraisal of Postwar American National Security Policy, (Oxford University Press, 1982).
- The Long Peace: Inquiries into the History of the Cold War, (Oxford University Press, 1987).

五味俊樹・坪内淳・阪田恭代・太田宏・宮坂直史訳『ロング・ピース――冷戦史の証言「核・緊張・平和」』（芦書房, 2002年）
- The United States and the End of the Cold War: Implications, Reconsiderations, Provocations, (Oxford University Press, 1992).
- We Now Know: Rethinking Cold War History, (Clarendon Press, 1997).

赤木完爾・斉藤祐介訳『歴史としての冷戦――力と平和の追求』（慶應義塾大学出版会, 2004年）
- The Landscape of History: How Historians Map the Past, (Oxford University Press, 2002).

浜林正夫・柴田知薫子訳『歴史の風景――歴史家はどのように過去を描くのか』（大月書店, 2004年）
- Surprise, Security, and the American Experience, (Harvard University Press, 2004).

赤木完爾訳『アメリカ外交の大戦略――先制・単独行動・覇権』（慶應義塾大学出版会, 2006年）
- Strategies of Containment: A Critical Appraisal of American National Security Policy during the Cold War, Rev. and expanded ed., (Oxford University Press, 2005).
- The Cold War: A New History, (Penguin Press, 2005).

河合秀和・鈴木健人訳『冷戦――その歴史と問題点』（彩流社, 2007年）
- George F. Kennan: An American Life, （Penguin Press, 2011）.
- On Grand Strategy, (Penguin Press, 2018).

村井章子訳『大戦略論』(早川書房, 2018年／ハヤカワ文庫, 2022年)

### 共編著
- Containment: Documents on American Policy and Strategy, 1945-1950, co-edited with Thomas H. Etzold, (Columbia University Press, 1978).
- Cold War Statesmen Confront the Bomb: Nuclear Diplomacy since 1945, co-edited with Philip H. Gordon, Ernest R. May and Jonathan Rosenberg, (Oxford University Press, 1999).
- Order and Justice in International Relations, co-edited with Rosemary Foot and Andrew Hurrell, (Oxford University Press, 2003).